# Хамид, Тауфик
Тауфик Хамид — египетский учёный, писатель и мусульманский реформатор, противостоящий идеологии исламизма.
Он родился в светской семье в Египте, и во время учёбы в университете попал под влияние радикальных фундаменталистов, включая Аймана аз-Завахири. Позже он разочаровался в радикализме, поняв, что «религиозная идеология, обязывающая к войне с неверующими, несостоятельна». После этого, Хамид написал книгу «Внутри джихада» и ряд статей. Он является одним из мусульманских деятелей, поставивших свою подпись под Сент-Питерсбергской декларацией[неизвестный термин].